# モラヴァ川 (中欧)
モラヴァ川（モラヴァがわ、チェコ語・スロバキア語: Morava、ドイツ語: March）は、ドナウ川水系に属し、中央ヨーロッパのチェコ・スロバキア・オーストリアの3カ国を流れる延長354kmの川である。チェコのモラヴィア地方に由来する、この地方の主要河川である。オーストリアではマルヒ川と呼ばれる。

## 流路
チェコ北東部のドルニ・モラヴァ（Dolní Morava）に近い、チェコ・ポーランド国境の山、クラーリツキー・スニェジュニーク（Králický Sněžník - Śnieżnik）に源を発し南へ流れる。
オーストリアのホーヘナウ・アン・デア・マルヒ（Hohenau an der March）で、オーストリア・チェコ国境を流れてきた支流のターヤ川を合わせ、オーストリア・スロバキア国境のジェヴィーン水門（Devínska brána）でドナウ川に合流する。

## 生態系
沿岸に湿地、三日月湖や養魚池が多く、氾濫原に草地と森林は発達しており、ナベコウ、シュバシコウなどが営巣のために訪れることがある。チェコのモラヴィア南部にあるターヤ川との合流点、ブルジェツラフとティーネツが頂点をなす三角地帯は1986年にユネスコの生物圏保護区に指定された。また、上流部のチェコの「リトヴェルスケー・ポモラヴィー」、下流部のスロバキアの「モラヴァ川氾濫原」、オーストリアの「ドナウ＝マルヒ＝ターヤ低地」はラムサール条約登録地である。

## 支流
- ターヤ川（ディイェ川）
- ベチュヴァ川（英語版）（Bečva）

## 流域の自治体
- オロモウツ
- クロムニェジーシュ（英語版）
- ホドニーン
- ブラチスラヴァ
- デュルンクルート（英語版）
- アンゲルン・アン・デア・マルヒ（英語版）